# Ramon Rupen d'Antioquia
Ramon Rupen d'Antioquia o Ramon Rupen de Poitiers (1199 - 1219 o 1221/1222) va ser príncep de Antioquia entre 1216 i 1219/1221 i «rei jove» d'Armènia entre 1199 i 1221/1222.
Ramon Rupen era el fill de Ramon IV de Trípoli (el fill major de Bohemon III d'Antioquia) per la seva esposa Alícia d'Armènia. Encara que era el successor directe i havia de succeir al seu avi Bohemon III a Antioquia, va ser rebutjat per aquest en favor del seu propi fill i oncle patern de Ramon Rupen, Bohemon IV d'Antioquía i I de Trípoli, que va aprofitar la minoria d'edat del seu nebot per heretar el principat el 1201, reunint Antioquia amb el comtat de Trípoli. Una primera temptativa per posar-lo al tron el 1205 organitzada pel patriarca llatí d'Antioquia, Pere d'Angulema, va fracassar el 1208. Un segon intent organitzat el 1216 pel patriarca successor, Pere de Locedio, va tenir èxit amb el suport i la influència de l'oncle matern de Ramon Rupen, Lleón I d'Armènia, que estava en obert conflicte amb Bohemon IV.
Ramon Rupen es va convertir en príncep d'Antioquia i Bohemon IV finalment va retornar al seu comtat de Trípoli i va deixar Antioquia al seu nebot. El seu govern va durar només tres anys, abans que Bohemon IV reconquistés Antioquía i en prengués el control altre cop (1219) posant al seu jove nebot a la presó, encara que després fou alliberat.
Després de la mort de Lleó II d'Armènia Menor, Ramon Rupen va intentar reclamar el tron d'Armènia, i es va apoderar de Tars, però fou capturat i segons algunes font va morir en el combat (1221) i segons altres a la presó (1222).
Abans de 1210 o com a màxim el setembre de 1210 es va casar amb Helvis de Lusignan (aprox. 1190 - 1216/19, 1216/1219 o vers 1217), princesa de Xipre, filla d'Amalaric II de Jerusalem. La seva filla major, Maria d'Antioquía es va casar amb Felip, senyor de Tir.